# Gaujoptera
Gaujoptera is een geslacht van vlinders van de familie Uilen (Noctuidae), uit de onderfamilie Pantheinae.

## Soorten
- Gaujoptera amsa Martinez, 2020[1]